# Tylana confinis
Tylana confinis är en insektsart som beskrevs av William Lucas Distant 1909. Tylana confinis ingår i släktet Tylana och familjen sköldstritar. Inga underarter finns listade i Catalogue of Life.